# Aéroport d'Inga
L'aéroport d'Inga (code OACI : FZAN) est un aéroport de la province de Kongo Central dans la ville d'Inga en République démocratique du Congo.

## Situation
| Bandundu Basango Mboliasa Bunia Gbadolite Gemena Goma Ilebo Kalemie Kananga Kikwit Kindu Kinshasa-Ndjili Kinshasa-N'Dolo Kisangani Kolwezi Lodja Lubumbashi Matari Matadi Mbandaka Mbuji Mayi Nioki Tshikapa Tshumbe |